# OS/2
OS/2 és un sistema operatiu de propietat per a ordinadors personals basats en x86 i PowerPC. Va ser creat i desenvolupat inicialment conjuntament per IBM i Microsoft, sota el lideratge del dissenyador de programari d'IBM Ed Iacobucci amb la intenció de substituir el DOS. La primera versió es va publicar el 1987. Una disputa entre les dues companyies que va començar el 1990 va portar Microsoft a deixar el desenvolupament únicament a IBM, que va continuar el desenvolupament pel seu compte. L'OS/2 Warp 4 del 1996 va ser l'última actualització important, després de la qual IBM va aturar lentament el producte, ja que no va poder competir contra el Windows de Microsoft; IBM va llançar versions actualitzades d'OS/2 fins al 2001.
El nom significa "Operating System/2", perquè es va introduir com a part del mateix canvi de generació que la línia " Personal System/2 (PS/2)" de PC de segona generació d'IBM. OS/2 estava pensat com un successor en mode protegit del PC DOS dirigit al processador Intel 80286. Cal destacar que les crides bàsiques al sistema es van modelar a partir de les crides de MS-DOS ; els seus noms fins i tot començaven per "Dos" i era possible crear aplicacions de "Mode Familiar", és a dir, aplicacions en mode text que podien funcionar en ambdós sistemes. A causa d'aquesta herència, OS/2 comparteix similituds amb Unix, Xenix i Windows NT . Les vendes d'OS/2 es van concentrar principalment en la informàtica en xarxa utilitzada per professionals corporatius.
L'OS/2 2.0 es va publicar el 1992 com la primera versió de 32 bits i també la primera desenvolupada completament per IBM, després que Microsoft trenqués els llaços per una disputa sobre com posicionar l'OS/2 en relació amb el nou entorn operatiu Windows 3.1 de Microsoft. Amb OS/2 Warp 3 el 1994, IBM va intentar dirigir-se també als consumidors domèstics a través d'una campanya publicitària multimilionària. No obstant això, va continuar tenint dificultats al mercat, en part a causa de les mesures empresarials estratègiques imposades per Microsoft a la indústria que s'han considerat anticompetitives. Després del fracàs del projecte Workplace OS d'IBM, OS/2 Warp 4 es va convertir en la darrera versió principal el 1996; IBM va deixar de donar suport a OS/2 el 31 de desembre de 2006. Des de llavors, OS/2 ha estat desenvolupat, suportat i venut per dos proveïdors externs diferents sota llicència d'IBM: primer per Serenity Systems com a eComStation del 2001 al 2011, i més tard per Arca Noae LLC com a ArcaOS des del 2017.